# Sitticus leucoproctus
Sitticus leucoproctus là một loài nhện trong họ Salticidae.
Loài này thuộc chi Sitticus. Sitticus leucoproctus được Cândido Firmino de Mello-Leitão miêu tả năm 1944.